# Jonquières, Aude
Jonquières är en kommun i departementet Aude i regionen Occitanien  i södra Frankrike. Kommunen ligger  i kantonen Durban-Corbières som ligger i arrondissementet Narbonne. År 2022 hade Jonquières 46 invånare.

## Befolkningsutveckling
Antalet invånare i kommunen Jonquières
Referens: INSEE